# Raoul Peck
Raoul Peck (Port-au-Prince, Haití 9 de setembre de 1953) és un director de cinema i documentalista haitià, així com activista polític. Des de març de 1996 fins a setembre de 1997 va ser ministre de Cultura d'Haití. El seu documental I Am Not Your Negro (2016), sobre la vida de James Baldwin i les relacions racials als Estats Units, va ser nominada a l'Oscar el gener del 2017.

## Primers anys i educació
Als vuit anys, Peck i la seva família (té dos germans menors) van fugir de la dictadura de Duvalier i es van unir al seu pare a Kinshasa (República Democràtica del Congo). El seu pare Hebert B. Peck, agrònom, treballava per a la FAO i la UNESCO de les Nacions Unides i hi havia ocupat un càrrec com a professor d'agricultura juntament amb molts professionals haitians convidats pel govern a ocupar llocs vacats recentment per belgues que marxaven després de la independència. La seva mare, Giselle, serviria d'ajudant i secretària d'alcaldes de Kinshasa durant molts anys. La família va residir a la RDC durant els següents 24 anys.
Peck estudiar a Kinshasa, als Estats Units (Brooklyn) i a França (Orléans), on va obtenir el batxillerat, abans d'estudiar enginyeria industrial i economia a la Universitat Humboldt de Berlín. Va treballar un any com a taxista a la ciutat de Nova York i va treballar (1980–85) com a periodista i fotògraf abans d'obtenir el títol de cinematografia (1988) a la Deutsche Film- und Fernsehakademie Berlin (DFFB) de Berlín Occidental.

## Carrera

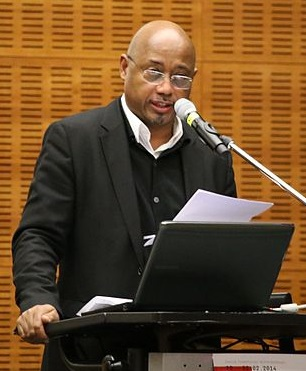
Peck el 2014 en una conferència a Frankfurt

El 1986 va crear a Alemanya la productora de pel·lícules Velvet Film, que va produir o coproduir tots els seus documentals, llargmetratges i drames de televisió.
Peck va desenvolupar inicialment breus treballs experimentals i documentals sociopolítics, abans de passar a llargmetratges. El seu llargmetratge L'Homme sur les quais (1993) va ser la primera pel·lícula haitiana que es va estrenar als cinemes dels Estats Units. També va ser seleccionada per a la competició al 46è Festival Internacional de Cinema de Canes.
Peck va exercir de ministre de Cultura al govern haitià del primer ministre Rosny Smarth (1996-1997), renunciant finalment al seu càrrec juntament amb el primer ministre i altres cinc ministres en protesta contra els presidents Préval i Aristide. Va detallar les seves experiències en aquest càrrec en un llibre, Monsieur le Ministre… jusqu'au bout de la patience. El primer ministre Smarth va escriure una epíleg al llibre, i Russell Banks va escriure el prefaci de la primera edició. En la reedició del llibre el 2015, Radio Metropole Haïti el va revisar com un retrat "d'un formidable moviment democràtic que va canviar profundament el país."

Peck va rebre atenció internacional per Lumumba, el seu llargmetratge de ficció del 2000 sobre el primer ministre Patrice Lumumba i el període al voltant de la independència del Congo Belga al juny de 1960.

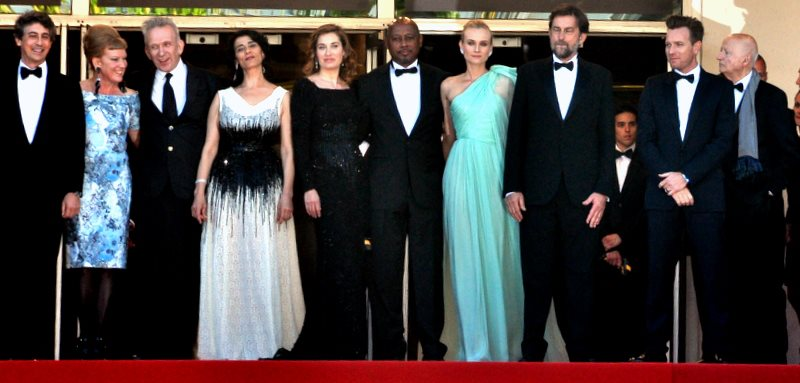
Jurat del Festival de Canes de 2012 Jury
(Raoul Peck és el sisè a l'esquerra)

 Un llibre de guions i imatges de quatre de les principals pel·lícules documentals de Peck, anomenat Stolen Images, va ser publicat el febrer de 2012 per Seven Stories Press.
És president de La Fémis, l'escola estatal de cinema francesa, des del 10 de gener de 2010. El 2012 va ser nomenat membre del jurat del Concurs Principal del 65è Festival Internacional de Cinema de Canes. Va guanyar el premi al millor documental al Festival de Cinema de Trinitat i Tobago el 2013 per Fatal Assistance.
El segment belga del rodatge de la seva pel·lícula Le Jeune Karl Marx es va reprendre a l'octubre del 2015. La pel·lícula tracta sobre l'amistat entre Karl Marx i Friedrich Engels, autors del Manifest Comunista, durant la seva joventut.

### I Am Not Your Negro
El 2016 la pel·lícula documental de Peck I Am Not Your Negro es va estrenar al Festival Internacional de Cinema de Toronto de 2016, on hi va guanyar el Premi People's Choice: Documentals. Poc després, Magnolia Pictures i Amazon Studios van adquirir els drets de distribució de la pel·lícula. Va ser llançat per la seva classificació pels Oscar el 9 de desembre de 2016, abans de tornar a obrir el 3 de febrer de 2017. Va ser nominat a l'Oscar al millor documental als Premis Oscar de 2016 però fou derrotada per O.J.: Made in America.

## Vida personal
Peck divideix el seu temps entre Voorhees Township (Nova Jersey), U.S.; París, França; i Port-à-Piment, Haití.

## Filmografia
- De Cuba traigo un cantar (curtmetratge, 1982)
- Exzerpt (curtmetratge, 1983)
- Leugt (curtmetratge, 1983)
- The Minister of the Interior is on our Side (curtmetratge, 1984)
- Merry Christmas Deutschland (curtmetratge, 1984)
- Haitian Corner (1987–88)
- Lumumba: La mort du prophète (1992)
- L'Homme sur les quais (1993)
- Haiti - Le silence des chiens (1994)
- Desounen: Dialogue with Death (1994)
- Chère Catherine (1997)
- Corps plongés (1998)
- Lumumba (2000)
- Profit & Nothing But! Or Impolite Thoughts on the Class Struggle (2001)
- Sometimes in April (2005)
- L'Affaire Villemin (2006), sèrie de televisió
- Moloch Tropical (2009)
- Assistance mortelle (documental, 2013)
- Murder in Pacot (2014)
- I Am Not Your Negro (2016)
- El jove Karl Marx (2017)[23]

## Premis i nominacions
- Premi Néstor Almendros d'Human Rights Watch (1994)
- Premi Especial Sony, Festival Internacional de Cinema de Locarno (per Chère Catherine, 1997)
- Premi Human Rights Watch a la seva carrera (2001)
- Premi Procirep, Festival du Réel (per Lumumba: La mort du prophète, 2002)
- Millor documental, Festival Internacional de Cinema de Mont-real (per Lumumba: La mort du prophète, 2002)
- Membre del Jurat del Festival Internacional de Cinema de Berlín (2002)
- Premi Irene Diamond d'Human Rights Watch (2003)
- Premi al millor documental del Festival de Cinema de Trinidad i Tobago per Assistance mortelle (2013)[13]
- Nominació al Oscar al millor documental per I Am Not Your Negro, Premis Oscar de 2016[24]